# Jesús Eduardo Córdova
Jesús Eduardo Córdova (Coatzacoalcos, Veracruz, México, 21 de febrero de 1968) es un exfutbolista mexicano que jugaba de mediocampista realizando una trayectoria de 15 años como profesional.

## Trayectoria
Jesús Eduardo Córdova se formó futbolísticamente en Club América logrando debutar en la temporada 1986-87 aunque pasaría algún tiempo antes que tomara la titularidad alternativa hacia 1991. Fue parte del plantel campeón de liga en 1989 como campeón de Copa Interamericana 1990 donde fue titular. Para 1994 dejó las águilas para irse fichado por el Club Puebla donde se ganaría un puesto titular. De 1996 a 1997 estuvo militando en Club Necaxa como cedido pero regreso al Puebla donde militó otros 4 torneos cortos, le tocaría descender con el equipo en 1999.
En la Liga de Ascenso se mantuvo en el mismo equipo renombrado como Ángeles de Puebla teniendo una buena participación. Enseguida fue a jugar a Tiburones Rojos de Veracruz donde permaneció hasta 2001 para pasar al Atlético Chiapas un año y después recalo en Jaguares de Chiapas teniendo cabida en Apertura 2002 de Primera División pero no encontró regularidad y bajo de nuevo a la filial Jaguares de Tapachula donde tras el Clausura 2003 decidió retirarse.
Tras su retiro ha sido técnico y auxiliar técnico de clubes como Jaguares de Tapachula, Lobos BUAP y otros más de Tercera División de México.

## Clubes
| Club                  | País   | Año         | Partidos | Goles |
| --------------------- | ------ | ----------- | -------- | ----- |
| Club América          | México | 1986-1994   | 92       | 2     |
| Club Puebla           | México | 1994-1996   | 35       | 2     |
| Club Necaxa           | México | 1996-1997   | 23       | 2     |
| Club Puebla           | México | 1998 - 1999 | 45       | 5     |
| Ángeles de Puebla     | México | 1999 - 2000 | 40       | 3     |
| Veracruz              | México | 2000-2001   | 39       | 3     |
| Atlético Chiapas      | México | 2001-2002   | 36       | 2     |
| Jaguares de Chiapas   | México | 2002        | 12       | 0     |
| Jaguares de Tapachula | México | 2003        | 14       | 0     |

## Palmarés

### Campeonatos nacionales
| Título                     | Club    | País   | Año     |
| -------------------------- | ------- | ------ | ------- |
| Primera División de México | América | México | 1988-89 |
| Campeón de Campeones       | América | México | 1988-89 |

### Campeonatos internacionales
| Título                           | Club    | Lugar  | Año  |
| -------------------------------- | ------- | ------ | ---- |
| Copa de Campeones de la CONCACAF | América | México | 1990 |
| Copa de Campeones de la CONCACAF | América | México | 1992 |
| Copa Interamericana              | América | México | 1991 |